# Wiedweg (Wanderweg)

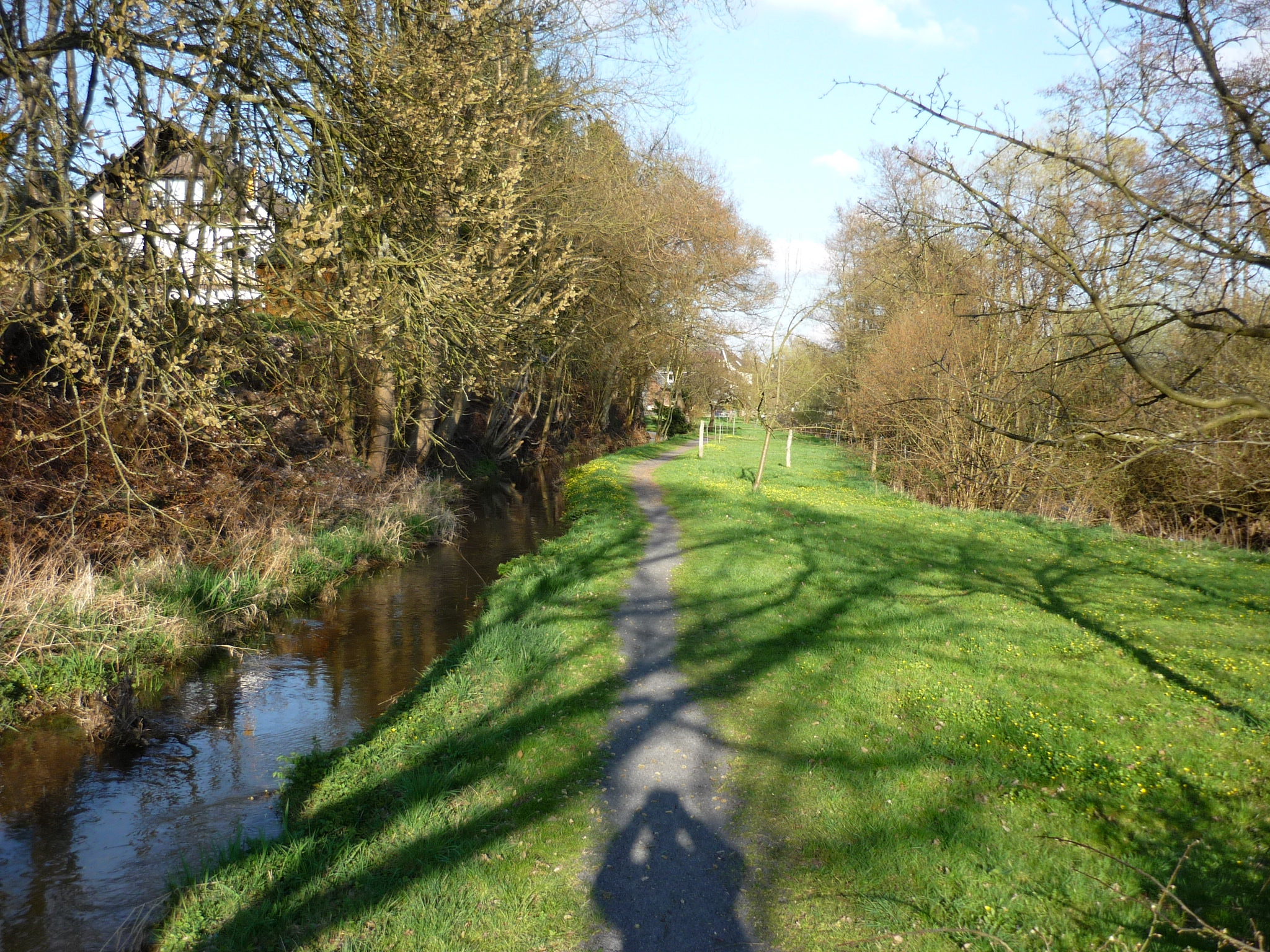
Mühlengraben und Wiedwanderweg in Michelbach

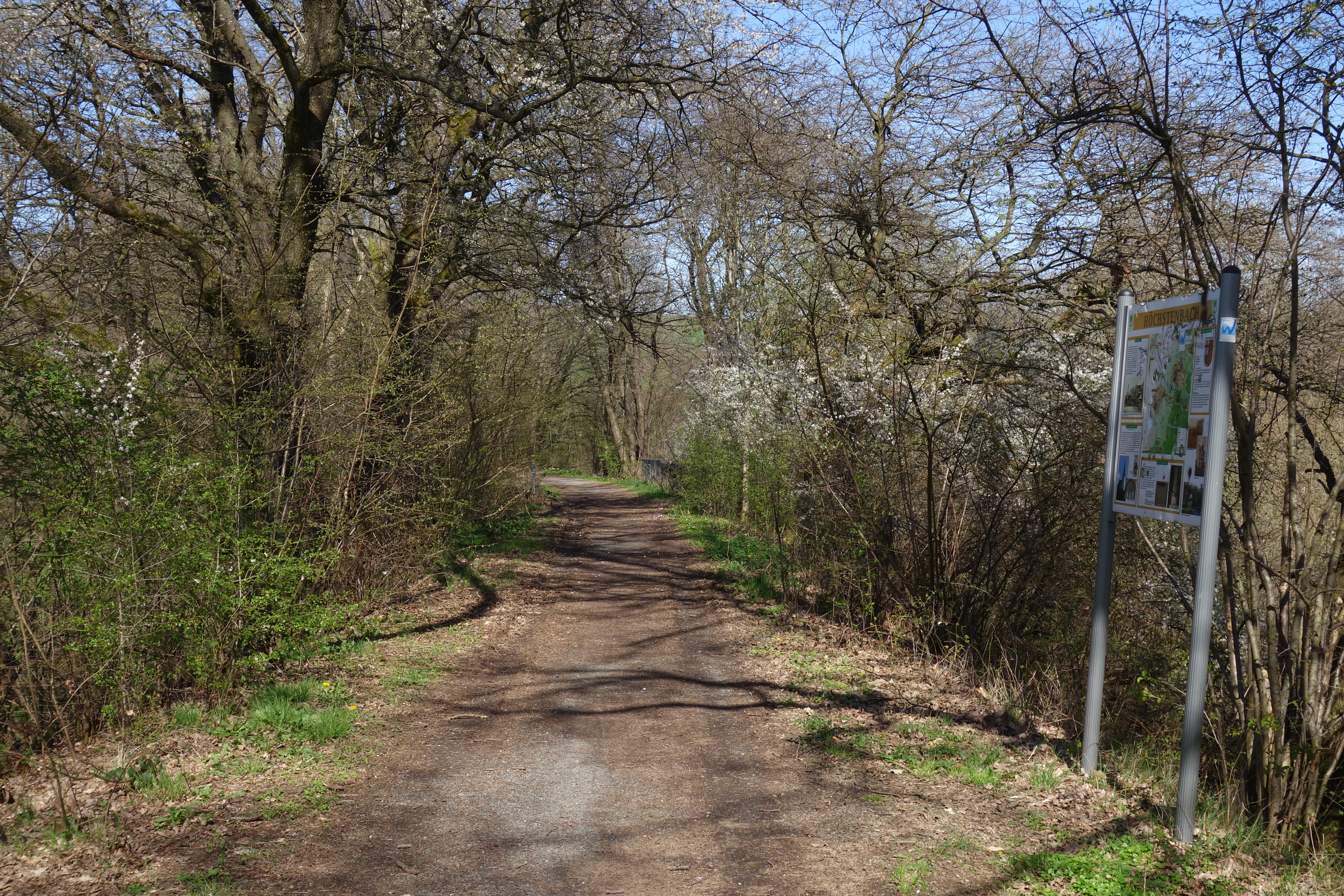
Bei Höchstenbach verläuft der Weg auf der einstigen Bahntrasse der Kleinbahn Selters–Hachenburg.

Der Wiedweg (früher Wied-Wanderweg) ist eine 106 km lange Wanderroute, die über sechs Etappen mit Längen von 12 km bis 22 km von der Quelle der Wied bei Linden bis zur Mündung in den Rhein in einem großen Bogen durch den Oberen, den Rhein- und den Sieg-Westerwald führt.
Die Streckenführung wurde 2008 komplett überarbeitet und attraktiver gestaltet, indem die Wegstrecken von asphaltierten Wegen zurück auf weitgehend naturbelassene oder nur wenig befestigte Trassen verlegt wurden. Im Mai 2009 erfolgte in Wied die Eröffnung des Wied-Weges, der in seinem Verlauf mehrmals den Westerwaldsteig trifft und in Neuwied Anschluss an den Rheinsteig bietet.
Zeitgleich mit der Eröffnung des Wiedweges wurde auch das mit 208 ha Fläche bisher größte Naturschutzgebiet des Westerwaldkreises eingerichtet, die Bachauen des Oberen Wiedtals.

## Etappen
1. Hachenburg – Linden
2. Linden – Höchstenbach
3. Höchstenbach – Altenkirchen
4. Altenkirchen – Oberlahr
5. Oberlahr – Neustadt (Wied)
6. Neustadt (Wied) – Roßbach (Wied)
7. Roßbach (Wied) – Niederbreitbach
8. Niederbreitbach – Irlich

## Anschluss an den Eisenbahnverkehr

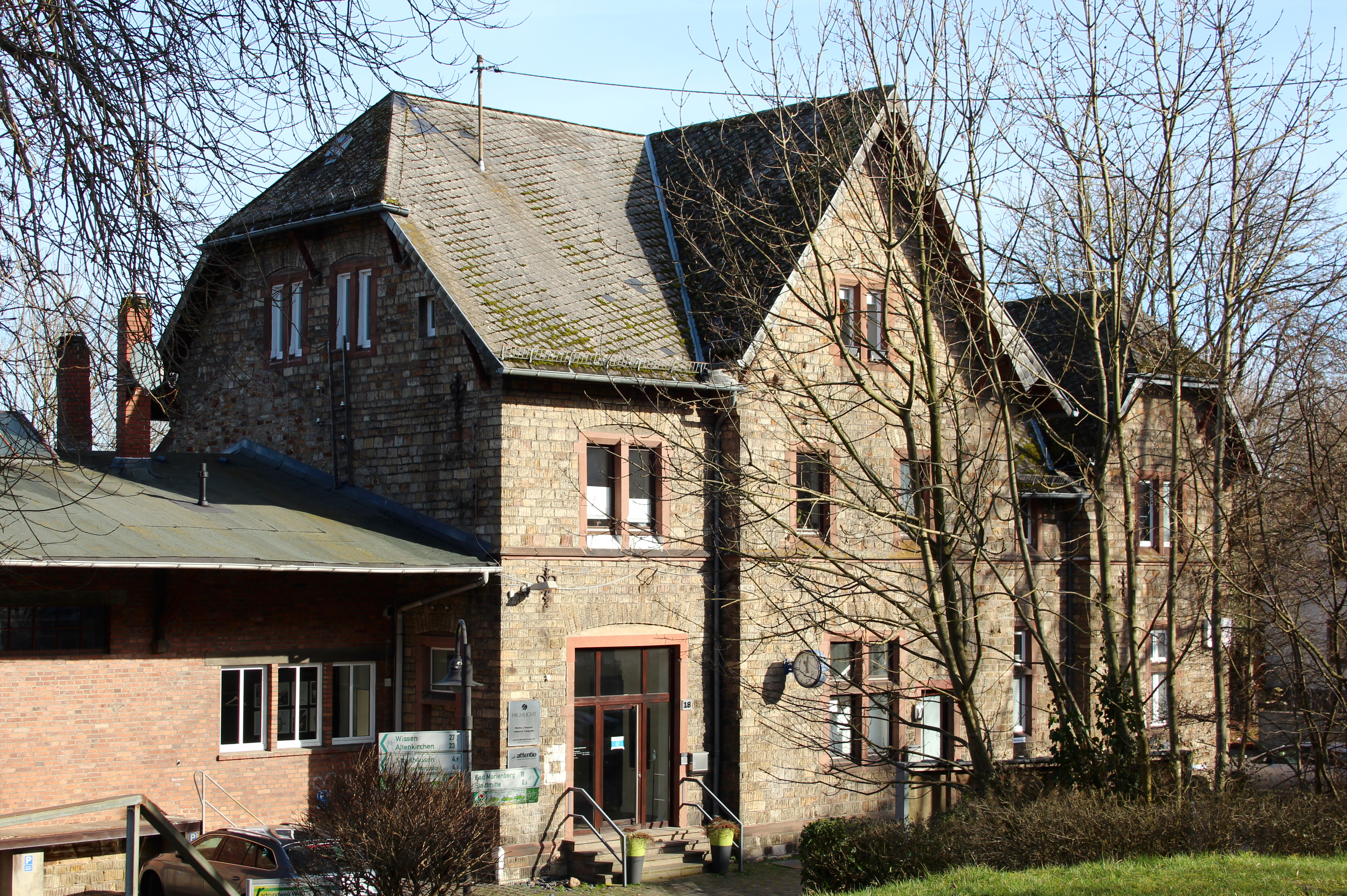
Bahnhof Hachenburg an der RB 90, Westerwald–Sieg–Bahn

Anschluss an den Eisenbahnverkehr besteht in Hachenburg und Altenkirchen, hier verkehrt die Linie RB 90 der HLB von Limburg an der Lahn nach Siegen.